# Kilgen
Kilgen est une rivière turque coupée par le barrage de Kozan en amont de la ville de Kozan dans la province d'Adana. Les eaux de cette rivière rejoignent la rive droite du fleuve Ceyhan près du village d'İnceyer dans le district de Ceyhan.